# Демократическая рабочая партия (Южная Корея)
Демократическая рабочая партия (кор. 민주노동당?, 民主勞動黨?; Минчжунодондан) — южнокорейская социалистическая и левонационалистическая политическая партия, сформированная в январе 2000 года. Основание партии было попыткой создать политическое крыло Корейской конфедерации профсоюзов (Минчжуночхон), более левой из двух профсоюзных организаций Южной Кореи. Лидер партии — Ли Джонхи (кор. 이정희).
Придерживались идеологии демократического социализма, но одновременно являлись и сторонниками корейского национализма (ДРП поддерживала объединение Кореи и лояльно относилась к КНДР), что становилось причиной напряжённости между националистической фракцией «Национальное освобождение» и интернационалистами из Народно-демократической фракции, акцентировавших внимание на классовой борьбе.

## Деятельность
Предшественницей Демократической рабочей партии была партия «Победа народа 21» (국민승리21), созданная во время подготовки к президентским выборам 1997 года. Хотя политические и профсоюзные деятели, участвовавшие в её основании, стремились объединить все левые прогрессивные силы Южной Кореи, однако их националистическая риторика вызвала неприятие значительного числа активистов. Отказавшиеся присоединиться к партии «Победа народа 21» после выборов создали в противовес ей Молодёжную прогрессивную партию (청년진보당), в 2001 году сменившую название на Социалистическую партию и выступавшую под лозунгами «Против капитализма, против Трудовой партии».
Сама Демократическая рабочая партия получила 6 мест в Национальной ассамблее по итогам парламентских выборов 2008 года, 5 мест членов самой Рабочей партии, а 1 имеет место член Народно-демократической партии, входящий в состав фракции ДРП.
Накануне президентских выборов 2007 года трения между двумя ведущими фракциями обострились, и в партии назрел раскол. Народно-демократическая фракция, обеспокоенная корейским национализмом, господствующим в верхушке партии, покинула её и основала Новую прогрессивную партию — левую политическую силу, отвергающую любые проявления национализма.
На выборах 2009 года ДРП получила одно место в парламенте. 5 декабря 2011 года посредством слияния Демократической рабочей партии, Партии народного участия и одной из фракций Новой прогрессивной партии была образована Объединённая прогрессивная партия.

## Внешние ссылки
- Официальный сайт партии